# سجن صيدنايا
كان سجن صيدنايا المعروف أيضًا باسم المسلخ البشري سجنًا عسكريًّا ومعسكرًا للإبادة يقع شمال العاصمة السوريّة دمشق افتُتح سنة 1987. واستخدم لاحتجاز آلاف السجناء من المدنيين أو المعارضين للحكومة أو السجناء السياسيين. ويُشار إليه بأنّه أكثر سجن سريّةً وقسوةً في سوريا ومن أكثر السجون سيئة الصيت عبر التاريخ، ولقد لُقِّب بـ"المسلخ البشري" لاشتهاره بفنون التعذيب والقتل والإعدام، ويقع بالقرب من بلدة صيدنايا على بعد حوالي 30 كيلومترًا إلى الشمال من دمشق. واعتُبر في البداية مركزًا لاحتجاز العسكريين، ولكن أضيف إليه لاحقا لاحتجاز آلاف السجناء، سواء من المعتقلين المدنيين أو المعارضين للحكومة، فضلاً عن السجناء السياسيين. ويُعد هذا السجن أكثر سجون نظام الأسد شهرةً، وهو رمزٌ للتعذيب الجسدي والنفسي والاعتداء الجنسي والإعدامات الجماعية. وبعد الاستيلاء عليه في 2024، نشرت هيئة تحرير الشام قائمة بموظفي السجن الهاربين، الذين أصبحوا من بين أكثر الهاربين المطلوبين في سوريا بعد عائلة الأسد.
وقدّر المرصد السوري لحقوق الإنسان في يناير 2021 أن 30 ألف معتقل قُتلوا بوحشية على يد نظام الأسد في السجن بسبب التعذيب وسوء المعاملة والإعدامات الجماعية منذ اندلاع الحرب الأهلية السورية، في حين قدّرت منظمة العفو الدولية في شهر فبراير 2017 أن «ما بين 5,000 و13,000 شخص أُعدموا خارج نطاق القضاء في صيدنايا بين سبتمبر 2011 وديسمبر 2015». وحددت منظمات حقوق الإنسان أكثر من 27 سجنًا ومركز احتجاز أدارتها حكومة الأسد في جميع أنحاء البلاد حيث يتعرض المعتقلون للتعذيب والقتل بشكل روتيني. وقد هرب منشق سوري اشتهر باسم «قيصر» من سوريا ومعه عشرات الآلاف من الصور تظهر جثث الذين قتلوا في تلك السجون، وصرح بأنه قام شخصيًا بتصوير القتلى وأنه خزن آلاف الصور الأخرى لضحايا آخرين.
وذكر أحد السجناء السابقين في السجن والذي احتُجز بسبب مشاركته في احتجاج سلمي غير عنيف لمنظمة العفو الدولية أن سجناء صيدنايا أُجبروا ما بين قتل أنفسهم أو قتل أحد أقاربهم أو أصدقائهم. وقال أنه في السجن الأول الذي كان فيه أُجبر السجناء على أكل لحوم البشر، لكن ذلك السجن كان «جنة» مقارنة بسجن صيدنايا. وقال أيضًا أن السجن الأول (فرع 215) كان للاستجواب وإن كان من خلال التعذيب، وعندما ينتهي الاستجواب ينقلونك إلى صيدنايا لتموت. وجرى تنفيذ ممارسات واسعة من التعذيب اللاإنساني في السجن؛ بدءًا من الضرب المبرح والاعتداءات الجنسية وقطع الرؤوس والاغتصاب والحرق إلى استخدام الألواح المفصلية المعروفة باسم «بساط الريح». وذكرت وزارة الخارجية الأمريكية في 2017 أنه جرى بناء محرقة في السجن للتخلص من جثث المعدومين.
في 8 ديسمبر 2024، استولت المعارضة السورية على السجن أثناء تقدمهم نحو دمشق، حيث وافقت إدارة السجن على تسليم السجن لقوات المعارضة مقابل انسحابهم الآمن. وبعد الاستيلاء جرى إطلاق سراح السجناء المتبقين في الجزء «الأبيض» من سجن صيدنايا من المرافق والمعارضون في صدد إطلاق سراح السجناء في الجزء «الأحمر» الأعمق من السجن.

## الوصف
يقع سجن صيدنايا على بعد 30 كيلومتر (19 ميل) شمال العاصمة السورية دمشق في ريف دمشق. وكان تحت إشراف وزير الدفاع السوري ويديره الأمن العام
يتألف السجن من مبنيين ويضم بين 10,000 و20,000 معتقل، وكان يقع تحت مظلة وزارة الدفاع بينما تُديره شرطة الأمن العام. وعادةً ما يقضي المعتقلون شهورًا أو سنوات في الاعتقال في سجون أخرى قبل نقلهم إلى صيدنايا. ولم يبدأ هذا النمط إلا بعد الثورة في 2011. وقد أُدينت وانتُقدت هذه الطريقة دوليًا خصوصًا من قبل منظمة العفو الدولية. تحدثت التقارير عن أن عمليات النقل تتم عادةً بعد محاكمات غير عادلة تُجرى في محكمة عسكريّة سريّة. ووفقًا لشهادات المعتقلين الذين قابلتهم منظمة العفو الدولية فقد وُصفت هذه المحاكمات بأنها شكلية ولا تستغرق أكثر من دقيقة إلى ثلاث دقائق. وأفاد بعض المعتقلين بأنهم أُبلغوا أنهم سينقلون إلى سجن مدني، لكنهم بدلًا من ذلك كانوا سيعدمونهم. في حين كان بعضهم لا يُعرض حتى على قاضٍ.
اعتُبر سجن صيدنايا الأكثر شهرة ضمن شبكة سجون نظام الأسد ورمزًا لقمع النظام بسبب التعذيب، والاعتداءات الجنسية، والإعدامات الجماعية. في عام 2012، وثّقت هيومن رايتس ووتش وجود 27 مركز احتجاز من هذا النوع في أنحاء سوريا، العديد منها في دمشق. وكُشفت أبعاد الانتهاكات والوفيات في هذه المرافق من خلال تقرير قيصر، وهو مصور جنائي سابق في الشرطة العسكرية. ووفقًا لـ الشبكة السورية لحقوق الإنسان، اُعتقل أكثر من 136,614 شخصًا، من بينهم 3,698 طفلًا و8,504 امرأة، في السجون السورية خلال الحرب الأهلية السورية بين مارس 2011 وديسمبر 2024.

### غرف الملح
كان هناك ما لا يقل عن غرفتين تُعرفان بـ«غرف الملح» في سجن صيدنايا حيثُ افتتحت أولاهما في وقت مبكر من عام 2013. كانت إحداهما، الواقعة في الطابق الأول من «المبنى الأحمر»، غرفة مستطيلة مساحتها 20×26 قدمًا. أما الأخرى، فكانت مساحتها 13×16.5 قدمًا ولا تحتوي على مرحاض. كانت الغرف تحتوي على طبقة من الملح، وهو عادة ما يُستخدم لإذابة الجليد على الطرق، وكانت تُستخدم كمشارح لحفظ جثث الموتى في ظل غياب ثلاجات التبريد. عندما يموت معتقل في صيدنايا، تُترك جثته داخل الزنزانة مع باقي السجناء لمدة تتراوح بين يومين إلى خمسة أيام قبل أن تُنقل إلى غرفة الملح. وكان الملح الصخري المستخدم في صيدنايا يأتي من سبخة الجبول في محافظة حلب.

### مكبس آلي
تُوجد آلة مكبس آلي في السجن، حيثُ أظهرت مقاطع الفيديو المكبس في غرفة الإعدام. وتعددت الروايات حول استخدامه؛ إذ قيل إنه كان يُستخدم للتخلص من جثث المعتقلين بعد إعدامهم شنقًا، بينما افترض البعض أنه ربما استُخدم لإعدام السجناء وهم أحياء، في حين أشار آخرون إلى أنه كان مجرد مصعد آلي لنقل الجثث بعد تنفيذ الإعدام.

### اتهامات حرق الجثث
في 15 مايو 2017، اتهمت وزارة الخارجية الأمريكية الحكومة السورية باستخدام محرقة لإخفاء جرائم القتل الجماعي التي وقعت في السجن وإخفاء الأدلة التي يمكن استخدامها لمقاضاة جرائم الحرب وذلك استنادًا إلى صور الأقمار الصناعية التي رُفعت عنها السرية.
وفقًا لوزارة الخارجية الأمريكية، أظهرت الصور التي التقطت على مدار عدة سنوات منذ عام 2013 وجود مبنى داخل مجمع السجن تم تطويره لاستخدامه للمحرقة. أقرت وزارة الخارجية لاحقًا أن ذوبان الثلوج على السقف، الذي قُدم كجزء من الأدلة، قد يُشير ببساطة إلى أن المبنى يحتوي على منطقة أكثر حرارة. كما أفاد أكثر من ستة سوريين لـ «نيويورك تايمز» بأنهم إما شاهدوا حرق جثث أو شموا روائح أثارت شكوكهم حول حرق الجثث.
من ناحية أخرى، صرحت منظمة العفو الدولية، التي أجرت مقابلات مع حراس وسجناء سابقين في السجن، بأن لم يتحدث أيًا منهم عن وجود محرقة. وفقًا لسجناء هاربين، دُفنت جثث المتوفين خارج مجمع السجن.
وكشفت صحيفة نيويورك تايمز عن تقارير من مصادر المعارضة السورية والمعتقلين السابقين حول وجود محرقة الجثث في مراكز احتجاز حكومية سورية أخرى، مثل مطار المزة العسكري، وحوادث سابقة لقيام القوات الحكومية أو الميليشيات بحرق الجثث.

## التاريخ

### التأسيس
بدأت جهود إنشاء السجن في سنة 1978 عندما صادرت الحكومة السورية الأراضي من ملاك الأراضي المحليين وخصصتها لوزارة الدفاع لبناء السجن. وبدأ البناء سنة 1981 وانتهى في 1986، ووصل أول المعتقلين إليه سنة 1987.

### مجزرة سجن صيدنايا 2008
بحسب اللجنة السورية لحقوق الإنسان قامت الشرطة العسكرية بارتكاب مجزرة يوم السبت 5 يوليو 2008 في سجن صيدنايا العسكري إثر احتجاج قام به السجناء الإسلاميون، راح ضحية تلك المجزرة العشرات منهم. حيث قامت الشرطة العسكرية في البداية بتغيير جميع أقفال الزنازين ليلة 4 يوليو/تموز 2008. وفي ذلك اليوم وبعد عملية تفتيش في جميع أقسام السجن، قام حراس الأمن بالدوس على نسخ من القرآن الكريم. وقد أثار هذا الفعل غضب المعتقلين المسلمين الذين هرعوا لجمع نسخ القرآن الكريم، فأطلق الحراس النار عليهم وقتلوا تسعة منهم. ومن بين السجناء التسعة القتلى جرى التعرف على ثمانية منهم، وهم: زكريا عفاش، ومحمد محاريش، وعبد الباقي خطاب، وأحمد شلق، وخالد بلال، ومؤيد العلي، ومهند العمر، وخضر علوش. وقد وردت أنباء عن اشتباكات بعد هذه الحادثة حيث بلغ إجمالي عدد الضحايا 25 معتقلاً. إلا أن اللجنة لم تتمكن من التأكد من هوياتهم. وقد دعت سارة ليا ويتسون المديرة الإقليمية لمنظمة هيومان رايتس ووتش الرئيس بشار الأسد إلى إصدار أمر فوري بإجراء تحقيق مستقل في استخدام الشرطة للقوة المميتة في السجن. وأصدرت وكالة الأنباء السورية الرسمية (سانا) بياناً صحفياً قصيراً في السادس من يوليو/تموز، جاء فيه أن «عدداً من السجناء... حرضوا على الفوضى وخرقوا النظام العام في السجن واعتدوا على سجناء آخرين... أثناء تفتيش من جانب إدارة السجن». وذكرت الوكالة أن الوضع تطلب تدخل وحدة الحراس لإعادة النظام إلى السجن. وعلق عمار القربي مدير المنظمة الوطنية لحقوق الإنسان، على بيان وكالة الأنباء السورية (سانا) مطالباً بتشكيل لجنة من الناشطين يمكنها زيارة المعتقلين والتأكد من أحوالهم، وأكد أن عدد السجناء في صيدنايا يتراوح بين 1500 و2000 سجين. ومنهم 200 من ذوي خلفيات إسلامية، شارك معظمهم في حرب العراق. ودعا القربي إلى التحقيق في مرتكبي المذبحة وإعلان نتيجة التحقيق. وطالب أيضًا بتحسين الظروف المعيشية والرعاية الطبية للمعتقلين.

### الحرب الأهلية السورية
بعد أشهر من الاحتجاجات المناهضة للحكومة في سنة 2011 جرى وعلى دفعات إطلاق سراح العديد من السجناء، منهم معتقلين علمانيين وإسلاميين. وكان زهران علوش وأبو شادي عبود (شقيق حسان عبود) وأحمد أبو عيسى من بين السجناء الأكثر شهرة الذين جرى إطلاق سراحهم من السجن. وبعد إطلاق سراحهم حمل العديد منهم السلاح ضد الحكومة وأصبحوا قادة للجماعات المعارضة الإسلامية بما في ذلك جيش الإسلام وأحرار الشام ولواء صقور الشام في الحرب الأهلية السورية.
تواصلت إدارة السجن من قبل طلعت محمد محفوض مع إندلاع الثورة السورية، وتم تعيين وسيم سليمان حسن مساعدا له في 2010. وبعد مقتل محفوض في السابع من أيار 2013، عين بشار محمود عتيق خلفا له. وبقي وسيم سليمان حسن في منصبه حتى وفاة محمود عتيق في منتصف كانون الثاني 2018 بسكتة قلبية، ليخلفه في إدارة السجن إلى سنة 2021 بعد إحالته على التقاعد.

### سقوط نظام الأسد

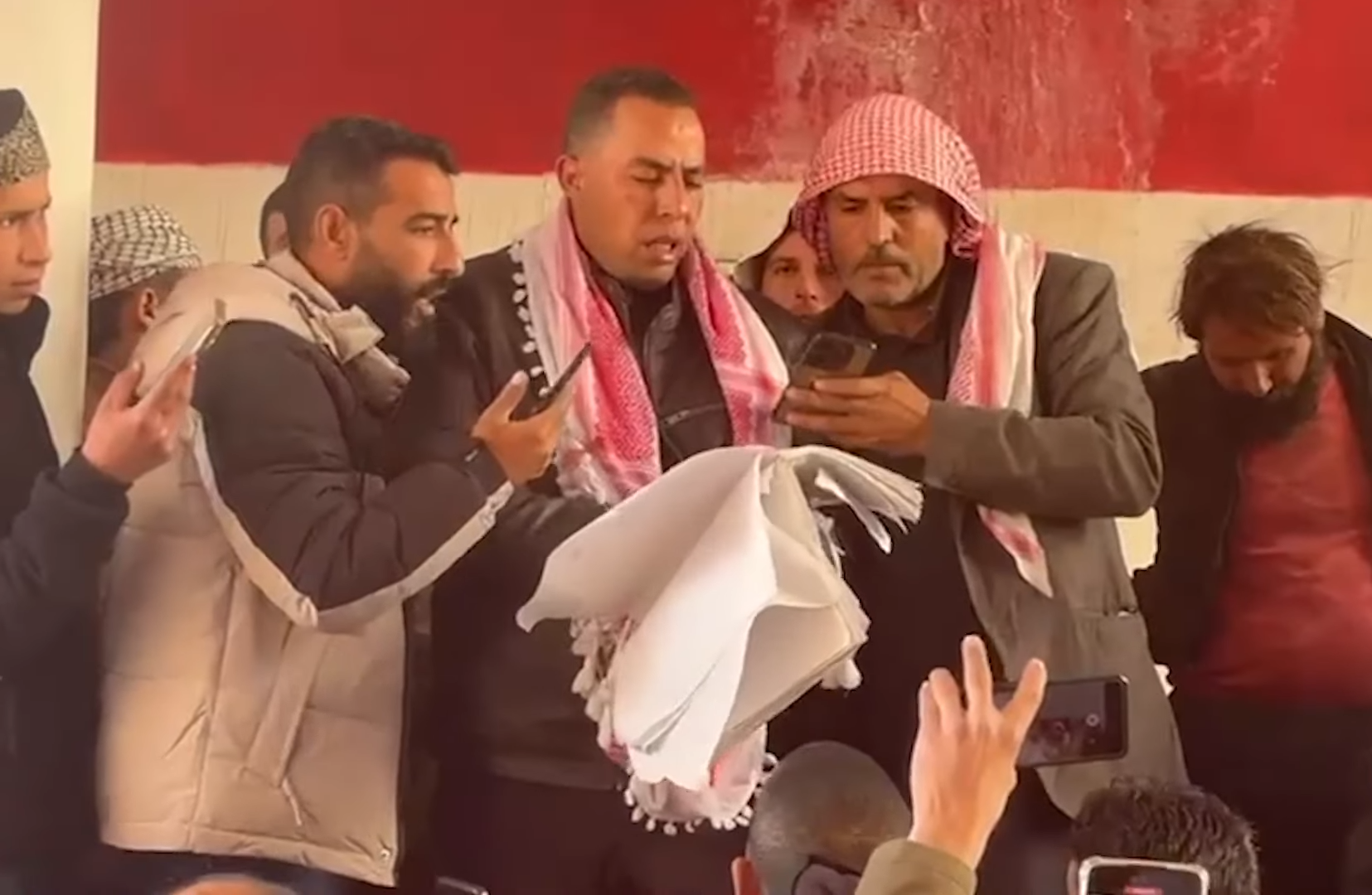
مواطن سوري يقرأ سجل المعتقلين على الباحثين عن ذوييهم المفقودين.

في 8 ديسمبر 2024 أثناء سقوط نظام الأسد سيطرت المعارضة على السجن، وبدأوا على الفور في إطلاق سراح السجناء السياسيين. كان العديد من المعتقلين سعداء للغاية بينما كان آخرون مشوشين ولا يعلمون ماالذي يجري. ظهرت مقاطع فيديو وصور على وسائل التواصل الاجتماعي تُظهر كاميرات أمنية لمساجين من بينهم نساء وأطفال.
اشتبه السوريون في أن السجن كان به قسم «أبيض» فوق الأرض، ومنطقة «حمراء» تحت الأرض، بعمق ثلاثة مستويات وصعب الوصول إليها. دخل المعارضون قسم النساء في السجن، حيث سجن بعضهن مع أطفالهن، وبدأوا في تحريرهن. عرف المعارضون أنفسهم وأبلغوا السجناء بسقوط بشار الأسد، وحثوا السجناء على «الذهاب إلى أي مكان يريدونه». كان رد الفعل الأولي هو عدم التصديق والارتباك بين السجناء. لم يكن بعض السجناء المحتجزين لعقود من الزمان على علم بوفاة حافظ الأسد، معتقدين أن الجنود العراقيين في عهد صدام حسين غزوا سوريا لتحريرهم.

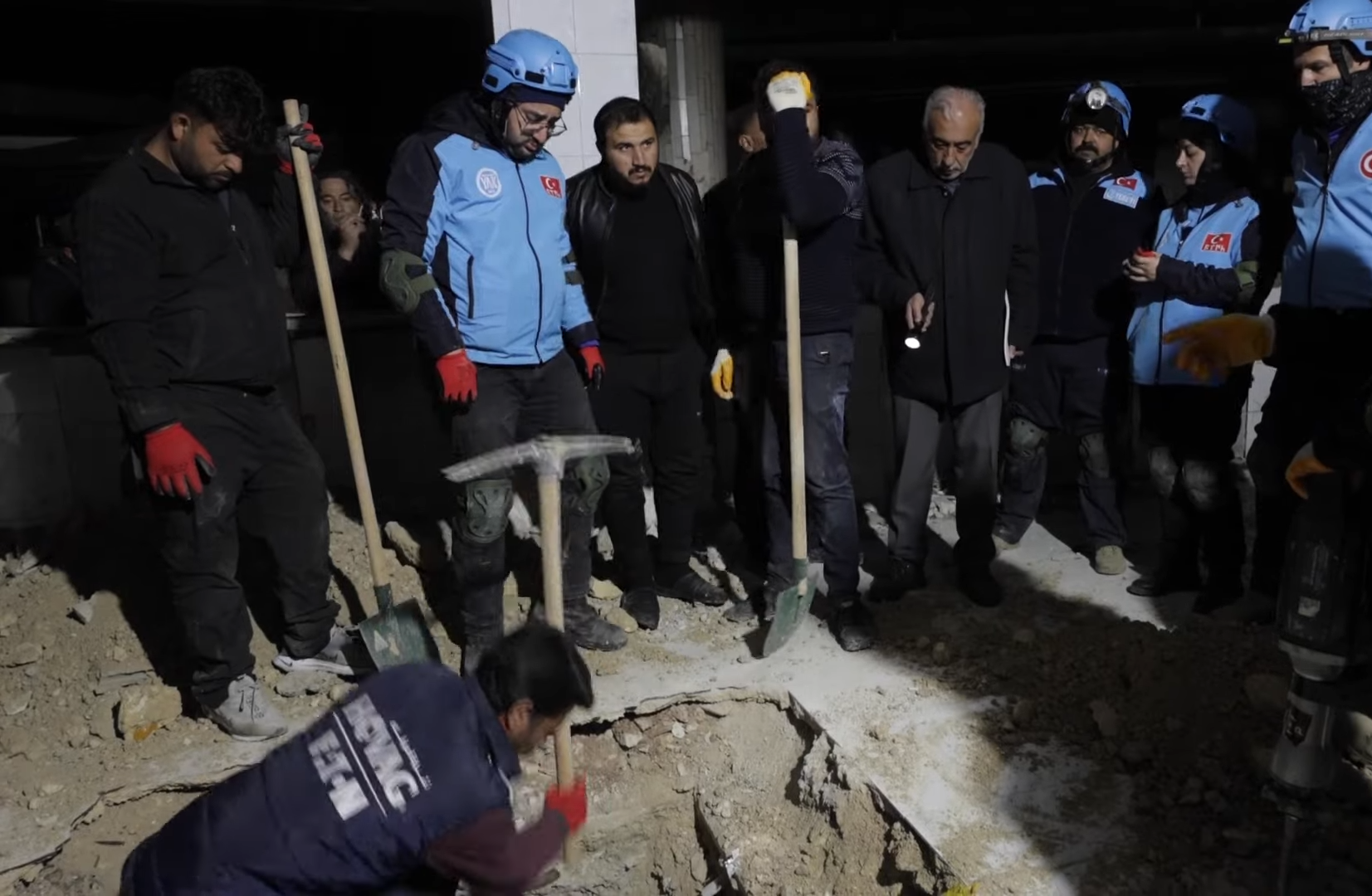
فرق إنقاذ تركية تساعد في البحث عن طوابق وغرف سرية في السجن.

أثناء الاستيلاء اكتشف المعارضون زنازين مظلمة تحت مبنى السجن الرئيسي حيث جرى حبس العشرات من الرجال. نادى السجناء المحاصرون في الأنفاق تحت المبنى طلبًا للمساعدة، مما دفع المعارضون إلى محاولة اختراق الحواجز الخرسانية للوصول إليهم حيث أدى انقطاع التيار الكهربائي إلى تعطيل أنظمة التهوية. تحتوي الزنازين على زجاجات بلاستيكية تستخدم لتخزين البول وبطانيات مبللة بالماء. كشف المعارضون عن مكبس حديدي زعموا أنه كان يستخدم لضغط بقايا السجناء المعدومين. تم نقل العديد من السجناء المفرج عنهم، الذين نسوا أسماءهم بسبب الصدمة الشديدة، إلى مسجد قريب للتعرف عليهم. وأفاد شهود عيان أن طائرات هليكوبتر هبطت في السجن في 7 ديسمبر/كانون الأول 2024 قبل وصول قوات المعارضون، على ما يبدو لإجلاء الحراس وبعض السجناء المهمين. وانتهت جهود البحث التي قادتها الخوذ البيضاء في 9 ديسمبر/كانون الأول، حيث ذكروا بعدم وجود مناطق مخفية أو مغلقة يمكن أن تحتوي على معتقلين.

## حالات من انتهاكات حقوق الانسان
مصعب الحريري سوري ينتمي إلى جماعة الإخوان المسلمين المحظورة، عاش في المملكة العربية السعودية حتى عودته إلى سوريا سنة 2002 مع والدته، حيث كان عمره آنذاك 14 عاماً فقط. وكانت والدته قلقة من أن عودتهما قد تسبب مشاكل لابنها بسبب انتمائه للإخوان، لكن السفارة السورية في السعودية أكدت لها أن هذا لن يحدث. ولكن بعد عودته بفترة قصيرة، أي في يوم 24 يوليو/تموز 2002 اعتقلته قوات الأمن السورية. ورغم أن فريق العمل التابع للأمم المتحدة المعني بالاحتجاز التعسفي أعلن أن احتجاز الحريري تعسفي، إلا أن السلطات لم تتخذ أي خطوة لتصحيح وضعه. واستند فريق العمل التابع للأمم المتحدة في إعلانه إلى تقييم بأنه لم يحصل على محاكمة عادلة. وقد أثيرت أربع قضايا رئيسية تتعلق بصغر سنه عند اعتقاله، واحتجازه منعزلا لأكثر من عامين وتعرضه للتعذيب، وحكمت محكمة أمن الدولة العليا عليه في يونيو/حزيران 2005 بالسجن ست سنوات رغم عدم وجود أدلة دامغة. وكل ما كانت محكمة أمن الدولة العليا تعلمه هو أن الحريري ينتمي إلى جماعة الإخوان المسلمين المحظورة.
وأفادت اللجنة السورية لحقوق الإنسان في 2004 عن اعتقال أشخاص في تلك السنة لأسباب سياسية. ولم يكن واضحا بأن المشتبه بهم جرى منحهم محامين أو مدافعين عن حقوق الإنسان، وكما في حالة مصعب الحريري ظل مئات السجناء في الاحتجاز لفترات طويلة دون محاكمة أو بعد أحكام صدرت بعد محاكمات غير عادلة. كما ورد أنه لم يتم احترام الحالة الصحية السيئة للسجناء وأنهم كانوا محتجزين في ظروف قاسية.

### القرائن والأدلة
جرى جمع هذه القرائن من ثلاثة مصادر مختلفة، فيلمان وثائقيان وسلسلة مقالات:«الصندوق الأسود:الموت في صيدنايا» للجزيرة، و«الطريق إلى صيدنايا:لقد تغيرنا» لعمر عبد الله من أورينت نيوز، و«صيدنايا الموت يتكلم» لصحيفة زمان الوصل. ووفقاً للعديد من المعتقلين فقد أصبح علي خير بك مديراً للسجن سنة 2005، وكان صارماً وقاسياً للغاية مع المعتقلين، وقد أدى إلى تفاقم ظروفهم المعيشية من خلال وقف الزيارات وقطع الكهرباء عن السجن لفترة طويلة من الزمن.
دياب سريا الذي اتهم بتشكيل مجموعة معارضة شبابية، فاعتقل سنة 2006 ثم أفرج عنه سنة 2011 بعد عفو عام، قال:«لقد كان لدينا شعور بأن السجناء سوف يتمردون في أي لحظة لأن الوضع المعيشي كان لا يطاق». وقال دياب إنه في 26 مارس/آذار 2008 نشب شجار بين أحد السجناء وحارس الأمن، مما أدى إلى غضب علي خير بك الذي سار في اليوم التالي في السجن ترافقه قوات الأمن وهو يصرخ في السجناء ويسبهم. فمر على جميع الزنازين في السجن. وقامت قوات الأمن بجر السجناء المسؤولين عن جميع عنابر السجن ومعاقبتهم. فرد عليهم بعض السجناء بالتكبير والطرق على الأبواب المعدنية. فاندلعت ثورة فخرج السجن عن السيطرة. وقال سريا لصحيفة زمان الوصل إن قوات الأمن استخدمت الغاز المسيل للدموع وأطلقت النار في الهواء لترهيب السجناء، الذين ركض معظمهم إلى السطح وبدأوا في حرق البطانيات والأكياس البلاستيكية وقطع الخشب، لإرسال رسالة مفادها أن السجن في حالة من الفوضى وأن هناك حاجة ماسة للمساعدة. وعندما لم تتمكن قوات الأمن من فرض سيطرتها على السجن بدأت الحكومة مفاوضاتها مع السجناء، حيث وافقت بعدها على توفير محاكمات عادلة للمعتقلين والسماح لأهاليهم بزيارتهم وتحسين ظروف المعيشة وزيادة وقت الاستراحة اليومية وتحسين نوعية المشروبات وتوفير الرعاية الطبية المناسبة، بالإضافة إلى التغيير الفوري للمعاملة غير العادلة للسجناء. وعرفت تلك الحادثة ب«التمرد الأول» واستمرت ليوم واحد.
وبعد تلك الحادثة دخل السجن في سياسة فضفاضة، حيث تُركت الأبواب الداخلية مفتوحة طوال الوقت، وبدأ السجناء يتحدون قوات الأمن، وكان التساهل واضحًا... واستمر تأثير "التمرد الأول" حتى 5 يوليو 2008 عندما شن المدير هجومًا لتأديب السجناء. واندلعت العديد من المعارك بين السجناء والشرطة العسكرية حتى تغلب السجناء عليها. بالإضافة إلى فرض السيطرة على السجن بأكمله، واحتجاز أكثر من 1245 من أصل 1500 من الشرطة العسكرية. ومن السور الخارجي للسجن أطلقت قوات الأمن النار فقتلت المجموعة الأولى التي حاولت الفرار من السجن بسبب الأوضاع التي لا تطاق، وكانت المجموعة تتكون من: وائل الخوص، زكريا عفاش، دحام جبران، أحمد شلق، محمد عباس، حسن الجابري، محمد إلد الأحمد، خضر علوش، عبد الباقي خطاب، معن مجاريش، مؤيد العلي. وخوفاً من الاختناق بالغاز المسيل للدموع والهروب من المشاهد الدموية داخل المبنى، جر السجناء بعض الرهائن إلى السطح حتى يتمكنوا من التواصل مع القوات العسكرية في الخارج وإيجاد مخرج من المأزق. إلا أن القوات الحكومية فتحت النار فقتلت ما يقرب من 30 رهينة من الشرطة العسكرية وبعض السجناء الذين كانوا معهم. بالإضافة إلى مقتل 10 رهائن على يد السجناء وانتحر 6 خوفاً من أن يقتلهم السجناء.
وبعد معركة طويلة وصلت تعزيزات عسكرية من العاصمة إلى صيدنايا وحاصرت السجن. حاول البعض اقتحام المستشفى ولكن دون جدوى. وبعد عشرة أيام من المفاوضات وافقت الحكومة على إخلاء الجرحى الذين تعرضوا للتعذيب في مستشفى تشرين وقد توفي ستة منهم تحت التعذيب هناك. ووعدت الحكومة بمعاقبة الجناة وأخبرت السجناء بفصل مدير مستشفى تشرين. كما قامت بتحسين نوعية المشروبات. وخلال هذه الفترة أطلق السجناء سراح الرهائن. وظهرت معاملة أفضل ولكن ليس لفترة طويلة.

### انتهاكات أخرى لحقوق الإنسان
وفقًا لتقرير منظمة العفو الدولية لسنة 2017 جرى في صيدنايا شنق ما يصل إلى 13000 شخص خلال 5 سنوات. ووفقًا للتقرير واستنادًا إلى مقابلات مع نزلاء سابقين وقضاة وحراس، فقد جرى إخراج مجموعات تصل إلى 50 شخصًا من زنازينهم لمحاكمات تعسفية حيث ضربوا وشنقوا. ومعظم هؤلاء الضحايا من المدنيين الذين يُعتقد أنهم معارضون لحكومة بشار الأسد.
لم تكن حادثة مذبحة سجن صيدنايا الحادثة الوحيدة لانتهاك حقوق الإنسان في تاريخ السجن. فهناك أمثلة أخرى من شهادات معينة لأشخاص سُجنوا في صيدنايا إلى تسريبات منظمة وأبحاث أجريت حول هذا الموضوع. شهد عمر الشغري، وهو مراهق سوري، أنه مر بـ 11 سجنًا سوريًا خلال سنوات سجنه العديدة. وكان سجن صيدنايا هو الأخير. وقد وصف الأحداث في صيدنايا بأنها بدأت بحفل ترحيب تعرض خلاله السجناء الجدد للضرب "بأجزاء معدنية من دبابة". وفي حالة شغري، ضرب أحد الضباط عشرة سجناء وصلوا حديثًا. ويقول إنه "لمدة 15 يومًا لم يتمكن من فتح عينيه أو النهوض". وبعد شهر في صيدنايا، تم نقل الشغري إلى محاكمة بتهمة الإرهاب. ويقول إن المحاكمة استمرت لمدة 5 ثوانٍ. أصيب بالسل هناك وشهد بحدوث ما يعتقد أنه «سرقة أعضاء».
وقد ظهرت صيدنايا إلى العلن عندما تم الكشف عن تقرير المعتقلين السوريين سنة 2014 المسمى ب«تقرير قيصر». وجرت صياغته من فريق قانوني مكون من السير ديزموند دي سيلفا المستشار القانوني السابق والمدعي العام للمحكمة الخاصة لسيراليون، والأستاذ السير جيفري نايس المدعي العام السابق لرئيس يوغوسلافيا السابقة سلوبودان ميلوسيفيتش، أمام المحكمة الجنائية الدولية ليوغوسلافيا السابقة، والأستاذ ديفيد م. كرين المدعي العام الأول للمحكمة الخاصة لسيراليون، بمساعدة فريق من الطب الشرعي. وتوصل الفريق القانوني والطب الشرعي إلى استنتاج مفاده أن الصور التي التقطها قيصر كانت ذات مصداقية، وأنها أظهرت بوضوح «علامات الجوع والضرب الوحشي والخنق وأشكال أخرى من التعذيب والقتل». وعلى الرغم من أن معظم الصور البالغ عددها 55000 والتي تضم حوالي 11000 ضحية من التقرير هي من مراكز احتجاز أخرى في دمشق، إلا أن بعضها قادم من سجن صيدنايا. كما كان السجناء ينتقلون غالبًا بين مرافق مختلفة: نُقل بعض المعتقلين إلى صيدنايا من فرع القوات الجوية بالمزة، بينما نُقل آخرون من صيدنايا إلى تشرين. في بداية 2017، ظهر سجن صيدنايا العسكري مرة أخرى في أعين الجمهور عندما صدر تقرير لمنظمة العفو الدولية في 7 فبراير. أثار التقرير -وهو نتيجة بحث أجرته منظمة العفو الدولية جرى ما بين ديسمبر 2015 وديسمبر 2016- مجموعة كبيرة من الاتهامات ضد الحكومة السورية. ويزعم أن الحكومة سمحت في أعلى مستوياتها بقتل الآلاف من الأشخاص في سجن صيدنايا منذ سنة 2011. وبعد إجراء مقابلات مع 84 شخصًا من بينهم 31 معتقلًا سابقًا خلصت منظمة العفو الدولية إلى أن الحكومة نفذت تعذيبًا ممنهجًا في صيدنايا. وقد وصف أحد المعتقلين السابقين، «سلام» وهو محام من حلب عملية التعذيب قائلاً:
ومن المعتقلين السابقين الآخرين سامر الأحمد الذي كان يُجبر بشكل منتظم على الضغط برأسه من خلال الفتحة الصغيرة بالقرب من أسفل باب زنزانته. ثم قام حراس السجن بتقويمه عندما قفزوا بكل ثقلهم على رأسه. وهذا يتطلب أن يضغط الحراس برأس الأحمد على حافة الفتحة. وكان الحراس يستمرون في التعذيب حتى يبدأ الدم في التدفق على الأرض.
كانت أساليب التعذيب في صيدنايا متنوعة. ووصف أحد الشهود إحدى تقنيات الاستجواب الشائعة التي تسمى الشبح: "أوقفوني على البرميل، وربطوا الحبل حول معصمي. ثم أخذوا البرميل. لم يكن هناك شيء تحت قدمي. كانوا معلقين في الهواء. أحضروا ثلاث عصي... [كانوا] يضربونني في كل مكان... وبعد أن انتهوا من ضربي بالعصي الخشبية، أخذوا السجائر. كانوا يشعلونها في جميع أنحاء جسدي. شعرت وكأن سكينًا يحفر جسدي ويقطعني إربًا". وكانت أساليب التعذيب الأخرى تتألف من ترك الناس في أوضاع مجهدة أثناء ضربهم أو تعذيبهم بالكهرباء.
وفي وصفه لطبيعة التعذيب المستمر في السجن، يقول تقرير منظمة العفو الدولية:
كذلك حرم المعتقلون من الطعام والماء، وتعرضوا للاغتصاب وأجبروا على اغتصاب بعضهم البعض. وتذكر إحدى الشهادات:«ضربوني حتى استلقيت على الأرض ثم ركلوني بأحذيتهم العسكرية في الأماكن التي أجريت فيها عمليات الورك حتى أغمي علي، وعندما استيقظت وجدت نفسي في الزنزانة الانفرادية ــ لقد جروني إلى هناك من تلك الغرفة ــ وكان بنطالي مفتوحاً ومسحوبًا للأسفل قليلاً، وكانت عباءتي مفتوحة وقميصي الداخلي مسحوباً للأعلى. كان الألم في كل جسمي، لذلك لا أدري إن كنت تعرضت للاغتصاب أم لا؟ كان الألم شديداً في كل مكان». وعندما يأتي الطعام، يكون غالباً مختلطاً بالدم. تمكنت منظمة العفو الدولية من تأكيد أسماء 375 فردًا تم إعدامهم في سجن صيدنايا، وبينما تشير المفوضية السامية للأمم المتحدة لحقوق الإنسان ومنظمة هيومان رايتس ووتش إلى أن عشرات الآلاف من المعتقلين لقوا حتفهم في صيدنايا ومراكز الاحتجاز الأخرى التي تديرها الحكومة منذ سنة 2011 نتيجة لسياسة الإبادة، وقدرت منظمة العفو الدولية عدد الوفيات بما يتراوح بين 5000 و13000.
وقد نفت وزارة العدل السورية التقرير الذي أصدرته منظمة العفو الدولية ووصفته بأنه «خالٍ من الحقيقة» واعتبرته جزءًا من حملة تشويه تستهدف الحكومة السورية. وترى تلك الوزارة أن الدافع وراء الادعاءات بتشويه سمعة الحكومة السورية الدولية يأتي بعد «الانتصارات العسكرية الأخيرة ضد الجماعات الإرهابية». وهناك تقارير متكررة عن ظروف لاإنسانية يعيش فيها المعتقلون في صيدنايا (وكذلك في سجون أخرى)، والتي تتراوح بين التعذيب وسوء التغذية والإعدامات الفورية دون محاكمات عادلة.

## بناء سجن صيدنايا افتراضيا
إن عدم إمكانية الوصول إلى التقارير من الصحفيين ومجموعات المراقبة جعل من الصعب جدًا العثور على معلومات موثوقة حول السجن. المصادر الوحيدة المتاحة عن الحوادث داخل سجن صيدنايا مستمدة من ذكريات المعتقلين السابقين. في أبريل 2016، سافرت منظمة العفو الدولية والهندسة المعمارية الجنائية إلى تركيا لمقابلة خمسة ناجين من صيدنايا. استخدم الباحثون النمذجة المعمارية والصوتية لإعادة بناء السجن وتجارب الناجين في الاحتجاز. نظرًا لعدم وجود صور للسجن ولأن السجناء كانوا محتجزين في الظلام في ظل صمت صارم، كان على الباحثين الاعتماد كليًا على ذكرياتهم وخبرتهم الحادة بالصوت وخطوات الأقدام وفتح الأبواب وإغلاقها وقطرات الماء في الأنابيب من بين أشياء أخرى. وحقيقة أن السجناء نادراً ما يرون ضوء النهار، فقد أجبروا بالتالي على تطوير علاقة حادة بالصوت. كان لزاماً على السجناء تغطية أعينهم بأيديهم كلما دخل أحد الحراس الغرفة، الأمر الذي جعلهم يعتادون على أصغر الأصوات. وفي مقابلة بالفيديو، قال أحد السجناء السابقين في سجن صيدنايا:«تحاول بناء صورة بناءً على الأصوات التي تسمعها. يمكنك التعرف على الشخص من خلال صوت خطواته. يمكنك معرفة أوقات تناول الطعام من خلال صوت الوعاء. إذا سمعت صراخًا، فأنت تعلم أن القادمين الجدد قد وصلوا. عندما لا يكون هناك صراخ، نعلم أنهم معتادون على سجن صيدنايا». أصبح الصوت الأداة التي يستخدمها السجناء للتنقل وقياس بيئتهم، لذا فقد أصبح أحد الأدوات الأساسية التي يمكن من خلالها إعادة بناء السجن رقميًا. واستخدم فنان الصوت لورانس أبو حمدان تقنية «التشكيل بالصدى» التي جعلت من الممكن له تحديد حجم الزنازين ومداخل السلالم والممرات. لقد لعب انعكاسات صوتية مختلفة وطلب من السجناء السابقين مطابقة هذه النغمات بمستويات ديسيبل مختلفة مع مستويات حوادث معينة داخل السجن.
وبناءً على هذه الشهادات وبمساعدة مهندس معماري يعمل ببرمجيات النمذجة ثلاثية الأبعاد، قامت منظمة العفو الدولية ومنظمة الهندسة المعمارية الجنائية ببناء نموذج للسجن بأكمله. أضاف الشهود بما يتذكرون أشياء مثل أدوات التعذيب والبطانيات والأثاث والمناطق التي يتذكرون استخدامها فيها. لا تظهر هندسة السجن صيدنايا ليكون موقع للتعذيب فحسب، بل إنه أداة لارتكاب الجرائم بحد ذاته. ويشكل مشروع الهندسة المعمارية الشرعية في صيدنايا جزءًا من حملة أكبر تديرها منظمة العفو الدولية. ويهدف المشروع إلى الضغط على الحكومة السورية للسماح للمراقبين المستقلين بدخول مراكز الاحتجاز. وحثت منظمة العفو الدولية روسيا والولايات المتحدة على استخدام سلطتهما للسماح للمراقبين المستقلين بالتحقيق في الظروف في سجون التعذيب في سوريا.

## خلاصة
بشكل عام، كانت منظمات حقوق الإنسان قد حددت أكثر من 27 سجناً ومركز احتجاز تتبع لنظام الأسد في جميع أنحاء سوريا حيث يتم فيها تعذيب وقتل المعتقلين بشكل نمطي. قام أحد المُنشقين عن نظام الأسد بتسريب عشرات الآلاف من الصور لهذه السجون، وتظهر فيها جثث الضحايا. وقال المُنشق أنه قد صور هذه الصور شخصياً وأنه كان هناك الآلاف من المزيد من الصور المؤرشفة لضحايا آخرين. كما أغلقت السلطات السورية السجن تمامًا أمام المنظمات الحقوقية الدولية، ولا توجد إمكانية للوصول إليه بشكل مستقل، ولذلك فإن معظم المعلومات المتوفرة تأتي من شهادات الناجين أو المنظمات الحقوقية.
أحد المعتقلين السابقين في سجن صيدنايا والذي كان قد شارك في مظاهرة سلمية معارضة لنظام الأسد أخبر منظمة العفو الدولية أنه في سجن صيدنايا كان المعتقلين يُجبرون على الاختيار بين موتهم أو قتل أحد أقاربهم أو أصدقائهم، قال السجين السابق أيضاً أنه في أول سجن اعتُقل فيه كان المعتقلون يُجبرون على أكل لحوم البشر، ورغم ذلك كان السجن بمثابة «جنة» مقارنة بسجن صيدنايا. حسب أقوال هذا السجين، كان السجن الآخر (فرع 215) «مُخصَّصٌ للاستجواب» (باستعمال التعذيب أيضاً)، ولكن بعد انتهاء الاستجواب، يتم نقلك إلى صيدنايا «لتموت». زعمت وزارة الخارجية الأمريكية عام 2017 أنه قد تم بناء محرقة داخل السجن للتخلص من الجثث.
لم تقف قسوة السجن وإدارته عند حد القتل والتعذيب والتنكيل، بل إن شهادات مروعة كشفت عن عمليات اغتصاب واسعة للسجينات داخل المعتقل، خصوصا للسجينات السياسيات اللواتي جرى اعتقالهن عقب ثورة 2011.
كشف تحقيق لـ"فرانس برس"، وجمعية المعتقلين والمختفين في سجن صيدنايا عن وجود غرف مليئة بالملح في السجن. وأشار التحقيق إلى أن سجن صيدنايا يفتقر إلى ثلاجات لتخزين جثث المعتقلين الذين ينتهي بهم الأمر للموت نتيجة التعذيب أو سوء ظروف الاعتقال. ويبدو أن إدارة السجن لجأت إلى الملح الذي يبطئ عملية التحلل، حيث توجد غرفتا ملح في السجن تعملان كممرات توضع فيها جثث الموتى حتى يحين موعد نقلها.ونقلت الوكالة عن أحد المعتقلين السابقين في السجن، قوله، إن الغرفة مستطيلة الشكل بطول 7 أو 8 أمتار وعرض 6 أمتار، وأحد جدرانها مصنوع من الحديد الأسود وفيه بوابة في المنتصف.

وخلص تقرير منظمة العفو الدولية لعام 2017 إلى ما يلي:
حتى الأطفال يولدون داخل السجن بسبب الاغتصاب الوحشي للنساء من قبل الحراس. لا يتم اغتصاب النساء فقط، بل يتعرض الأطفال والرجال أيضًا للاغتصاب والاعتداء الجنسي.

## مدراء السجن
- 2008-2005: علي خير بك
- 2008- 7 أيار 2013: طلعت محمد محفوض
- 8 أيار 2013 - 15 كانون الثاني 2018: محمود عتيق
- 16 كانون الثاني 2018-2020: وسيم سليمان حسن[22][57] ويُلقّب بـ "سفّاح صيدنايا" لقيامه بتعذيب وقتل وإعدام المساجين، وتوفي في سنة 2021م بأزمة قلبية.[58]